# N-Metylo-N-izopropylotryptamina
N-Metylo-N-izopropylotryptamina (MiPT) – psychodeliczna substancja psychoaktywna, pochodna tryptaminy.

## Działanie
Zgodnie z TiHKAL, dawkowanie MiPT waha się w przedziale 10–25 mg, a czas działania wynosi 3–4 godziny. W porównaniu do niektórych innych substancji z grupy tryptamin, MiPT powoduje niewielkie zmiany wizualne – dominują efekty psychodeliczne.